# Troféu Louvemos o Senhor 2010
O Troféu Louvemos o Senhor 2010 é a segunda edição do prêmio de música católica popular Troféu Louvemos o Senhor. Tomou lugar nos estúdios da Rede Século 21, em Valinhos, São Paulo, no dia 28 de abril de 2010. O grande vencedor da cerimônia foi o padre Fábio de Melo, vencedor de quatro estatuetas, seguido de perto pela banda Rosa de Saron, com três.
Neste ano, não houve a categoria "Conjunto da Obra". Houve empates nas categorias "Compositor" e "Coletânea", e a categoria "Destaque 2008" teve o nome mudado para "Destaque do Ano".

## Indicados e Vencedores
Os vencedores estão em negrito
| Cat. nº                                   | Categoria                  | Indicados/Vencedor |
| Categorias de voto popular                | Categorias de voto popular | Categorias de voto popular |
| ----------------------------------------- | -------------------------- | --- |
| 1                                         | Música do Ano              | - "Tudo É do Pai" (Intérprete: Pe. Fábio de Melo — Compositor: Frederico Cruz — Álbum: Eu e o Tempo ao vivo) - "O Padre" (Intérprete: Pe. Antônio Maria — Compositor: Fábio Geriz — Álbum: Prisioneiro do Amor) - "Mulheres" (Intérprete: Cantores de Deus — Compositor: Dalva Tenório/Karla Fioravante — Álbum: Mulheres) - "Bendito Serás" (Intérprete: Pe. Hewaldo Trevisan e Alexandre Pires — Compositor: André de Souza Rodrigues/Luiz Carlos da Silva/Davi Sacer — Álbum: O Céu Se Abre) - "Viver pra Mim É Cristo" (Intérprete: Typ Vox — Compositor: Anderson Freire — Álbum: Typ Vox) |
| 2                                         | Música para Santa Missa    | - "Nas Asas do Senhor" (Intérprete: Celina Borges — Compositor: Eros Biondini — Álbum: Tudo Posso) - "Incendeia Minha Alma" (Intérprete: Pe. Fábio de Melo — Compositor: Rogério/Júlio Cesar — Álbum: Iluminar) - "Pão Vivo do Céu" (Intérprete: Jonny — Compositor: Jonny — Álbum: A Luz de uma Nova Canção) - "Que Alegria" (Intérprete: Vocal Kerigma — Compositor: Eleandro Telles — Álbum: Dá-Nos Deste Pão) - "Um Encontro para Curar (A Sogra de Pedro)" (Vários intérpretes — Compositor: Fr. Luiz Turra — Álbum: Encontros com Jesus - Canções Bíblicas)                               |
| 3                                         | Cantor                     | - Batista Lima (Álbum: Quero Tocar em Ti) - Guilherme de Sá (Rosa de Saron — Álbum: Horizonte Distante) - Jonny (Via33 — Álbum: Voz do Meu Silêncio) - Marcelo Duarte (Anjos de Resgate — Álbum: Anjos de Resgate ao Vivo em Brasília) - Pe. Antônio Maria (Álbum: Prisioneiro do Amor) - Pe. Fábio de Melo (Álbum: Iluminar) |
| 4                                         | Cantora                    | - Adriana Arydes (Álbuns: Milagres e Jardim Secreto) - Patrícia Romania (Canal da Graça — Álbum: Tocando o Céu) - Camila Max (Álbum: Histórias de uma Vida...) - Celina Borges (Álbum: Tudo Posso) |
| 5                                         | CD Independente            | - Não Desista (Dayana Cardoso) - Voz, Piano e Detalhes (Rodrigo Ferreira) - As Muralhas (Letícia Seriani) - Eu em Vós, Vós em Mim (André Luiz) - Boa-Nova-Música (Ecclesis) |
| Categorias de voto especializado por júri |                            | |
| 6                                         | Banda                      | - Anjos de Resgate (Álbum: Anjos de Resgate ao Vivo em Brasília) - Canal da Graça (Álbum: Tocando o Céu) - Dádiva Divina (Álbum: A Festa Vai Começar) - Rosa de Saron (Álbum: Horizonte Distante) - Via33 (Álbum: Voz do Meu Silêncio) |
| 7                                         | Intérprete Feminina        | - Adriana Arydes (Álbum: Jardim Secreto) - Camila Max (Álbum: Histórias de uma Vida...) - Celina Borges (Álbum: Tudo Posso) - Luciana Antunes (Álbum: Amor Imenso) - Patrícia Romania (Canal da Graça — Álbum: Tocando o Céu) |
| 8                                         | Intérprete Masculino       | - Fabrício Augusto (A.U.B. — Álbum: Anjos da Última Batalha) - Guilherme de Sá (Rosa de Saron — Álbum: Horizonte Distante) - Marcelo Duarte (Anjos de Resgate — Álbum: Anjos de Resgate ao Vivo em Brasília) - Pe. Antônio Maria (Álbum: Prisioneiro do Amor) - Tiago Aguiar (Typ Vox — Álbum: Typ Vox) |
| 9                                         | Revelação Feminina         | - Patrícia Romania (Canal da Graça — Álbum: Tocando o Céu) - Camila Max (Álbum: Histórias de uma Vida...) - Letícia Seriani (Álbum: As Muralhas) |
| 10                                        | Revelação Masculina        | - Fabrício Augusto (A.U.B. — Álbum: Anjos da Última Batalha) - Batista Lima (Álbum: Quero Tocar em Ti) - Marcelo Demichelli (Álbum: Totus Tuus) - Typ Vox (Álbum: Typ Vox) - Fábio Augusto (Álbum: Coração Fiel) |
| 11                                        | Destaque do Ano            | - Adriana Arydes (Álbum: Jardim Secreto) - Anjos de Resgate (Álbum: Anjos de Resgate ao Vivo em Brasília) - Cantores de Deus (Álbum: Mulheres) - Celina Borges (Álbum: Tudo Posso) - Pe. Fábio de Melo (Álbuns: Eu e o Tempo ao vivo e Iluminar) |
| 12                                        | Álbum Alternativo          | - A Festa Vai Começar (Dádiva Divina) - Reverso (The Flanders) - Bem Campeiro (Estância Divina) - Totus Tuus (Marcelo Demichelli) - Sonhar (Trilhas do Céu) |
| 13                                        | Álbum Rock                 | - Além do Deserto (Dzarmy) - Anjos da Última Batalha (A.U.B.) - Horizonte Distante (Rosa de Saron) - In Nomine Dei (Nomine) - Voz do Meu Silêncio (Via33) |
| 14                                        | Álbum Pop                  | - Anjos de Resgate ao Vivo em Brasília (Anjos de Resgate) - Voz do Meu Silêncio (Via33) - Não Desista de Viver (Diego Fernandes) - Tocando o Céu (Canal da Graça) - Typ Vox (Typ Vox) |
| 15                                        | Compositor                 | - Alex Alva e Rogério Feltrin (Rosa de Saron — Álbum: Horizonte Distante) - Celina Borges (Álbum: Tudo Posso) - Fr. Luiz Turra (Vários intérpretes — Álbum: Encontros com Jesus - Canções Bíblicas) - Guilherme de Sá (Rosa de Saron — Álbum: Horizonte Distante) - Pe. Fábio de Melo (Álbum: Iluminar) |
| 16                                        | Grupo Vocal                | - Cantores de Deus (Álbum: Mulheres) - Typ Vox (Álbum: Typ Vox) - Vocal Kerigma (Álbum: Dá-Nos Deste Pão) |
| 17                                        | Coletânea                  | - Anjos de Resgate ao Vivo em Brasília (Anjos de Resgate) - Grandes Sucessos 1 (Vários intérpretes - Paulinas COMEP) - Grandes Sucessos 2 (Vários intérpretes - Paulinas COMEP) - Milagres (Adriana Arydes) - Tudo Posso (Celina Borges) |